# 아파치 제이미터
아파치 제이미터(Apache JMeter)는 웹 애플리케이션에 초점을 둔 다양한 서비스의 성능을 분석하고 측정하기 위한 부하 테스트 도구로서 사용할 수 있는 아파치 프로젝트이다.
제이미터는 JDBC 데이터베이스 연결, FTP, LDAP, 웹 서비스, JMS, HTTP, 제네릭 TCP 연결, OS 네이티브 프로세스를 위한 단위 테스트 도구로서 사용할 수 있다.
제이미터를 모니터로 사용할 수도 있지만 이것은 기본적으로 고급 모니터링이 아닌 기본적인 모니터링 솔루션으로 사용되는 것이 보통이다. 일부 기능 테스트를 위해서도 사용이 가능하다. 게다가 제이미터는 셀레늄 연동을 지원하므로 성능이나 부하 테스트와 함께 자동화 스크립트를 수행할 수 있다.
제이미터는 가변 파라미터, 어서션(반응 확인), 스레드 당 쿠키, 구성 변수, 다양한 보고서를 지원한다.
제이미터 구조는 플러그인 기반이다. 박스 외의 대부분 기능은 플러그인으로 구현된다.

## 제이미터 플러그인
제이미터 플러그인은 아파치 제이미터와는 독립된 프로젝트이다. 각 플러그인은 제이미터 테스트 계획을 만들고 실행하는 과정을 더 신속화하면서 각기 다른 목적을 수행한다. 사용자는 플러그인 관리자를 통해 플러그인을 설치할 수 있다.

## 릴리스
| 버전   | 출시일     | 설명             |
| ------ | ---------- | ---------------- |
| 1.0    | 1998-12-15 | 최초 공식 릴리스 |
| 1.0.2  | 1999-02-05 | 최초 아카이브    |
| ...    | ...        |                  |
| 2.3RC3 | 2007-07-11 |                  |
| 2.3RC4 | 2007-09-02 |                  |
| 2.3    | 2007-09-24 |                  |
| 2.3.1  | 2007-11-28 |                  |
| 2.3.2  | 2008-06-10 |                  |
| 2.3.3  | 2009-05-24 |                  |
| 2.3.4  | 2009-06-21 | Java 1.4+        |
| 2.4    | 2010-07-14 | Java 5+          |
| 2.5    | 2011-08-17 | Java 5+          |
| 2.5.1  | 2011-10-03 | Java 5+          |
| 2.6    | 2012-02-01 | Java 5+          |
| 2.7    | 2012-05-27 | Java 5+          |
| 2.8    | 2012-10-06 | Java 5+          |
| 2.9    | 2013-01-28 | Java 6+          |
| 2.10   | 2013-10-21 | Java 6+          |
| 2.11   | 2014-01-05 | Java 6+          |
| 2.12   | 2014-11-10 | Java 6+          |
| 2.13   | 2015-03-14 | Java 6+          |
| 3.0    | 2016-05-17 | Java 7+          |
| 3.1    | 2016-11-19 | Java 7+          |
| 3.2    | 2017-04-13 | Java 8           |
| 3.3    | 2017-09-21 | Java 8           |
| 4.0    | 2018-02-10 | Java 8 / 9       |
| 5.0    | 2018-09-18 | Java 8+          |
| 5.1    | 2019-02-19 | Java 8+          |
| 5.1.1  | 2019-03-19 | Java 8+          |
| 5.2    | 2019-11-03 | Java 8+          |
| 5.2.1  | 2019-11-24 | Java 8+          |
| 5.3    | 2020-05-15 | Java 8+          |
| 5.4    | 2020-12-04 | Java 8+          |
| 5.4.1  | 2021-01-22 | Java 8+          |
| 5.4.2  | 2021-12-16 | Java 8+          |
| 5.4.3  | 2021-12-24 | Java 8+          |

출처:

## 같이 보기
- 성능 공학
- 셀레늄 (소프트웨어)
- 소프트웨어 테스트